# Plagiolepis karawajewi
Plagiolepis karawajewi (лат.) — вид муравьёв рода Plagiolepis из подсемейства Formicinae (семейства Formicidae).

## Распространение
Южный берег Крыма.

## Описание
Мелкие муравьи (рабочие и самцы около 2 мм, самки до 4 мм). Окраска тела коричневая. Усики самок и рабочих 11-члениковые, у самцов состоят из 12 сегментов. Жвалы трёхугольные с 5—6 зубчиками на жевательном крае. Нижнечелюстные щупики состоят из 6 члеников, а нижнегубные — из 4. Стебелёк между грудью и брюшком одночлениковый (петиоль) с вертикальной чешуйкой.